# Le Jour se lève
Le Jour se lève (prt: Foi Uma Mulher Que O Perdeu; bra: Trágico Amanhecer) é um filme francês de 1939 dirigido por Marcel Carné e escrito por Jacques Prévert, baseado em um conto de Jacques Viot. Estrelam Jean Gabin, Jacqueline Laurent, Jules Berry e Arletty.
É considerado um dos principais exemplos do movimento cinematográfico francês conhecido como realismo poético. Em 1952, foi incluído na primeira lista dos dez melhores filmes da Sight & Sound.

## Sinopse
Uma forte discussão irrompe em uma casa, ouvem-se sons de luta, gritos, golpes... Depois um tiro! François atirou em Valentin. Este último cobiçava a bela Clara. François, barricado e cercado pela polícia, relembra então toda a história que levou a esta tragédia.

## Elenco
| Ator               | Personagem | Detalhes      |
| ------------------ | ---------- | ------------- |
| Jean Gabin         | François   |               |
| Jacqueline Laurent | Françoise  |               |
| Jules Berry        | Valentin   |               |
| Arletty            | Clara      |               |
| Arthur Devère      | Gerbois    |               |
| Bernard Blier      | Gaston     |               |
| Marcel Pérès       | Paulo      |               |
| Germaine Lix       | Cantora    |               |
| Georges Douking    | Cego       | Não-creditado |

## Produção
O protagonista François (Jean Gabin) é um trabalhador de fábrica comum que acabou assassinando um homem em seu próprio apartamento. Apavorado com o que acabou de fazer, François permanece entocado no local do crime enquanto a polícia e curiosos cercam o local e tentam fazê-lo descer. O impasse armado dura até o amanhecer. A praça principal, na qual o filme começa e na qual algumas cenas ocorrem depois, foi criada para o filme, incluindo os prédios, lojas, rua e o prédio alto em que o personagem principal mora. O lado de trás era aberto, o que facilitou a filmagem interna e permitiu a aclamada tomada de viagem de cima para baixo da escadaria.
Em flashbacks que se juntam ao presente, a história anterior ao assassinato vai sendo revelada: ele se apaixonou pela bela Françoise (Jacqueline Laurent), cujo coração está sendo enganado por Valentin (Jules Barry), um artista de music hall desprezível. Irritado e com o coração partido, François inicia um caso de consolação com a sexy ex-assistente de Valentin, Clara (Arletty); que é vista ousadamente nua em uma cena. Embora não tenha sido o primeiro filme a usar dissoluções para representar flashbacks, o método foi considerado muito novo na linguagem cinematográfica, tanto que seus produtores insistiram em cartões pré-título para evitar qualquer confusão.

## Lançamento
Le Jour se lève foi lançado na França em 9 de junho de 1939 e exibido nos Estados Unidos no ano seguinte, em 29 de julho de 1940. Na França, no entanto, o filme foi proibido em 1940 pelo governo de Vichy, por ser julgado desmoralizante. Após o fim da guerra, o filme foi exibido novamente e recebeu grande aclamação. Em Portugal de Salazar, seu lançamento ocorreu em 24 de junho de 1943.
Em 1947, foi novamente suprimido quando a RKO Radio Pictures quis refazer o filme em Hollywood, como The Long Night. A empresa adquiriu os direitos de distribuição do filme francês e tentou comprar e destruir todas as cópias do filme que conseguiu obter. Por um tempo, temeu-se que tivessem feito sucesso e que o filme estivesse perdido, mas ele reapareceu na década de 1950 e posteriormente ficou ao lado de Les Enfants du paradis como uma das melhores realizações da parceria de Carné e Prévert.

## Recepção
Le Jour se lève foi um sucesso e considerado uma obra-prima e um clássico, sendo elogiado pela atuação de Jean Gabin e pela direção e cinematografia artísticas. O protagonista é o homem comum em uma situação de infortúnio. Jean Gabin equilibra robustez com uma face angelical, e seu rosto transmite uma inocência ferida. A polícia interroga seus vizinhos, os quais não tem uma única reclamação a seu respeito, qualificando-o como "a pessoa mais doce" que conhecem e "um bom homem". Com Françoise, ele olha no espelho e reflete que tem “um olho brilhante e um olho triste”.
O monólogo de Jean Gabin para a multidão no final do filme é famoso. Ele o proferiu tão intensamente que imediatamente depois ele chorou muito em seu camarim. Embora o filme não seja político, a cena em que a multidão na rua abaixo expressa solidariedade com o encurralado François - a qual ele rejeita, gritando que só quer ser deixado em paz - reflete, segundo o acadêmico Roy Armes, o desespero político do período: "um epílogo arrepiante para um breve período que abriu com o entusiasmo despertado pela Frente Popular."

## Mídia doméstica
Em 2014, uma versão restaurada do filme foi lançada como um disco Blu-ray da região B pelo Studio Canal. Esta versão restabelece diálogos e cenas - incluindo a cena de nudez de Arletty - que tinham sido apagados pelos censores de Vichy.